# Camenca
Camenca (rumænsk:kameŋka, russisk:Каменка, Kamenka, ukrainsk:Кам'янка, Kamianka, polsk:Kamionka) er en by i den autonome republik Transnistrien (del af Moldova), med et indbyggertal (pr. 2004) på ca. 10.300. Byen ligger på venstre side (nordøstsiden) af floden Dnestr. Landsbyen Solnecinoe er en del af byen. Byen er administrativ hovedby i Camenca distriktet.
Byens borgmester er Mustya Petr Vasilievich.

## Camenca Sanatorium
Byens sanatorium er et velkendt kursted i regionen og i nabolandene.

## Befolkning
Resultatet af de sidste folketællinger.
| År                   | 1989   | 2004   |
| -------------------- | ------ | ------ |
| moldovere (rumænere) |        | 5.296  |
| ukrainere            |        | 3.476  |
| russere              |        | 1.305  |
| hviderussere         |        | 61     |
| polakker             |        | 42     |
| bulgarere            |        | 35     |
| gagauzianere         |        | 32     |
| tyskere              |        | 23     |
| armeniere            |        | 10     |
| jøder                |        | 8      |
| romaer               |        | 3      |
| øvrige               | 13.689 | 32     |
| i alt                | 13.689 | 10.323 |